# Forces publiques du Panama
Les Forces publiques du Panama sont la force armée du Panama.

## Histoire
Les forces armées précédentes ont été dissoutes après l'invasion du Panama par les États-Unis en 1989-1990. Les branches maritimes et aériennes sont regroupées dans le "Servicio Aeronaval Nacional" (SENAN) 
La police panaméenne souffre de la corruption. En juillet 2020, trois anciens hauts responsables de la police sont inculpés pour trafic d’armes. Il s’agit d’Omar Pinzon (responsable de la police nationale de 2014 à 2018), de Belsio Gonzalez (responsable du service national aéronaval de 2010 à 2018) et de Frank Abrego (responsable du service national des frontières de 2008 à 2016).

## Composantes
- Police nationale du Panama
- Service national aéronaval
- Service national des frontières
- Service de protection institutionnel

## Aviation

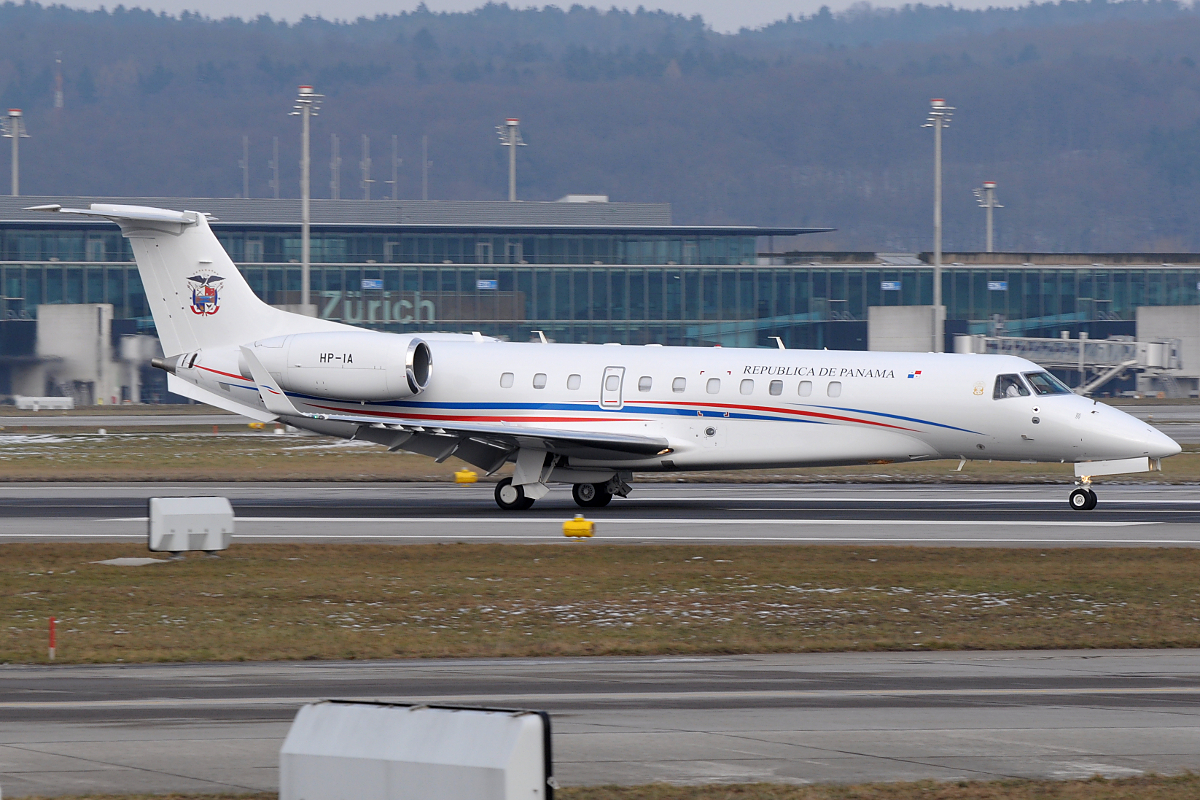
Le Embraer ERJ-135BJ Legacy 600 de la SENAN.

| Aéronef                  | Origine            | Type                           | Variante           | En service en 2015 | Notes |                    |
| avion de transport       | avion de transport | avion de transport             | avion de transport | avion de transport | avion de transport                                                                                         | avion de transport |
| ------------------------ | ------------------ | ------------------------------ | ------------------ | ------------------ | --- | ------------------ |
| Embraer ERJ 145          | Brésil             | VIP                            | Legacy 600         | 1                  | |                    |
| CASA C-212               | Espagne            | avion de transport             |                    | 3                  | |                    |
| King Air                 | États-Unis         | avion de transport             | 300                | 1                  | |                    |
| Hélicoptère de transport |                    |                                |                    |                    | |                    |
| AW139                    | Italie             | counter narcotics / utility    |                    | 5                  | |                    |
| Bell 412                 | États-Unis         | Hélicoptère de transport       |                    | 2                  | |                    |
| Bell 212                 | États-Unis         | Hélicoptère de transport       |                    | 1                  | |                    |
| Bell UH-1                | États-Unis         | Hélicoptère de transport       | UH-1H              | 1                  | |                    |
| Bell 407                 | États-Unis         | Hélicoptère de transport       |                    | 1                  | |                    |
| EC145                    | France / Allemagne | Hélicoptère de transport       |                    | 1                  | |                    |
| MD 500                   | États-Unis         | Hélicoptère de transport léger |                    | 1                  | |                    |
| Avion d'entraînement     |                    |                                |                    |                    | |                    |
| T-35                     | Chili              | Avion d'entraînement           |                    | 4                  | 2 stockés en 2021, ne volent plus depuis, doivent être remplacés par des Embraer EMB 314 commandés en 2015 |                    |

## Force maritime
En 2012, les force maritimes panaméennes mettaient en œuvre:
- 1 Balsam class PCO[6]
- 3 Chiriqui class patrol boats[6]
- 2 Panama class patrol boats[6]
- 2 Panquiaco class patrol boats[6]
- 5 Point class cutters (Tres De Noviembre class)[6]
- Escudo de Veraguas[6]
- Flamenco[6]
- Naos[6]
- Negrita[6]
- Nombre de Dios[6]
- Taboga[6]